# Skopaden
Die Skopaden (altgriechisch Σκοπάδαι Skopádai) waren ein antikes griechisches Geschlecht, das neben den Aleuaden zu den alten Dynastien von Thessalien zählte. Während des 6. vorchristlichen Jahrhunderts hatten sie die Herrschaft über die Stadt Krannon inne.
Stammvater der Dynastie war Skopas I., der auch als oberster Feldherr (tagos) des thessalischen Bundes amtierte. Mit seinem gleichnamigen Enkelsohn, der nach einem Dacheinsturz ums Leben kam, starb die Dynastie um die Jahre 520 bis 515 v. Chr. im Mannesstamm aus, während sich seine Nachkommenschaft über seine Enkelin Dyseris in den „Echekratiden“ fortsetzte, die wahrscheinlich einen Nebenzweig der Aleuaden darstellten.

## Stammbaum
|                                                        |                                                        |                                                        |                                                        |                                                        |                                                        |  |  |         |         |                                          |                                          |                                          |                                          |                                          |                                          |  |  |       |       |            |            |            |            | Skopas I.  |            |  |  |  |  |             |             |             |             |             |             |
|                                                        |                                                        |                                                        |                                                        |                                                        |                                                        |  |  |         |         |                                          |                                          |                                          |                                          |                                          |                                          |  |  |       |       |            |            |            |            |            |            |  |  |  |  |             |             |             |             |             |             |
|                                                        |                                                        |                                                        |                                                        |                                                        |                                                        |  |  |         |         |                                          |                                          |                                          |                                          |                                          |                                          |  |  |       |       |            |            |            |            |            |            |  |  |  |  |             |             |             |             |             |             |
|                                                        |                                                        |                                                        |                                                        |                                                        |                                                        |  |  |         |         | Echekratia (Tochter von Echekratides I.) | Echekratia (Tochter von Echekratides I.) | Echekratia (Tochter von Echekratides I.) | Echekratia (Tochter von Echekratides I.) | Echekratia (Tochter von Echekratides I.) | Echekratia (Tochter von Echekratides I.) |  |  | Kreon | Kreon | Kreon      | Kreon      | Kreon      | Kreon      |            |            |  |  |  |  | Diaktorides | Diaktorides | Diaktorides | Diaktorides | Diaktorides | Diaktorides |
|                                                        |                                                        |                                                        |                                                        |                                                        |                                                        |  |  |         |         | Echekratia (Tochter von Echekratides I.) | Echekratia (Tochter von Echekratides I.) | Echekratia (Tochter von Echekratides I.) | Echekratia (Tochter von Echekratides I.) | Echekratia (Tochter von Echekratides I.) | Echekratia (Tochter von Echekratides I.) |  |  | Kreon | Kreon | Kreon      | Kreon      | Kreon      | Kreon      |            |            |  |  |  |  | Diaktorides | Diaktorides | Diaktorides | Diaktorides | Diaktorides | Diaktorides |
|                                                        |                                                        |                                                        |                                                        |                                                        |                                                        |  |  |         |         |                                          |                                          |                                          |                                          |                                          |                                          |  |  |       |       |            |            |            |            |            |            |  |  |  |  |             |             |             |             |             |             |
|                                                        |                                                        |                                                        |                                                        |                                                        |                                                        |  |  |         |         |                                          |                                          |                                          |                                          |                                          |                                          |  |  |       |       |            |            |            |            |            |            |  |  |  |  |             |             |             |             |             |             |
| Echekratides II. (Sohn oder Enkel von Echekratides I.) | Echekratides II. (Sohn oder Enkel von Echekratides I.) | Echekratides II. (Sohn oder Enkel von Echekratides I.) | Echekratides II. (Sohn oder Enkel von Echekratides I.) | Echekratides II. (Sohn oder Enkel von Echekratides I.) | Echekratides II. (Sohn oder Enkel von Echekratides I.) |  |  | Dyseris | Dyseris | Dyseris                                  | Dyseris                                  | Dyseris                                  | Dyseris                                  |                                          |                                          |  |  |       |       | Skopas II. | Skopas II. | Skopas II. | Skopas II. | Skopas II. | Skopas II. |  |  |  |  |             |             |             |             |             |             |
| Echekratides II. (Sohn oder Enkel von Echekratides I.) | Echekratides II. (Sohn oder Enkel von Echekratides I.) | Echekratides II. (Sohn oder Enkel von Echekratides I.) | Echekratides II. (Sohn oder Enkel von Echekratides I.) | Echekratides II. (Sohn oder Enkel von Echekratides I.) | Echekratides II. (Sohn oder Enkel von Echekratides I.) |  |  | Dyseris | Dyseris | Dyseris                                  | Dyseris                                  | Dyseris                                  | Dyseris                                  |                                          |                                          |  |  |       |       | Skopas II. | Skopas II. | Skopas II. | Skopas II. | Skopas II. | Skopas II. |  |  |  |  |             |             |             |             |             |             |

|             | Belege | Bemerkungen |
| ----------- | --- | --- |
| Skopas I.   | Xenophon, Hellenika 6, 1, 19. Athenaios 10, 438c. Platon, Protagoras 339a.                                                                                       | |
| Kreon       | Scholion zu den Idyllen des Theokritos 16, 36. Athenaios 10, 438c. Platon, Protagoras 339a.                                                                      | Bis auf seine Vaterschaft zu Skopas II. ist er nicht weiter bekannt.                                                                                              |
| Diaktorides | Herodot 6, 127. | „…der Krannonier, aus dem Geschlechte der Skopaden“, war einer der Freier um die Tochter des Kleisthenes von Sikyon. Wird Skopas I. als zweiter Sohn zugerechnet. |
| Skopas II.  | Scholion zu den Idyllen des Theokritos 16, 34–36. Athenaios 10, 438c. Cicero, de oratore 2, 352–353. Quintilian 11, 2, 14.                                       | |
| Dyseris     | Scholion zu den Idyllen des Theokritos 16, 34. Epigramm des Anakreon in Anthologia Palatina 6, 136. Aelius Aristides, Orationes 31, 2 = Simonides, in: PMG F528. | Frau des Echekratides II., ihres Cousins oder Onkels. Ihr Sohn Antiochos starb bei dem Dacheinsturz.                                                              |